# Exponentiellt sönderfall
Exponentiellt sönderfall innebär att en kvantitet sönderfaller (avtar) exponentiellt om dess värde avtar med en hastighet som är proportionell mot dess aktuella värde.
Sönderfallsprocessen kan beskrivas med en differentialekvation där N är kvantiteten och λ (lambda) är en positiv konstant som kallas sönderfallskonstanten:
{\displaystyle {\frac {dN}{dt}}=-\lambda N.}
Lösningen till ekvationen (se härledning nedan) är
{\displaystyle N(t)=N_{0}e^{-\lambda t},}
där N(t) är kvantiteten som funktion av tiden t och N0 = N(0) är den ursprungliga kvantiteten, det vill säga kvantiteten när t = 0.
I stället för sönderfallskonstanten används ofta medellivslängden τ (tau) där τ = 1/λ  eller halveringstiden t1/2 = ln(2)/λ som mått på sönderfallshastigheten.

## Mått på sönderfallshastigheten

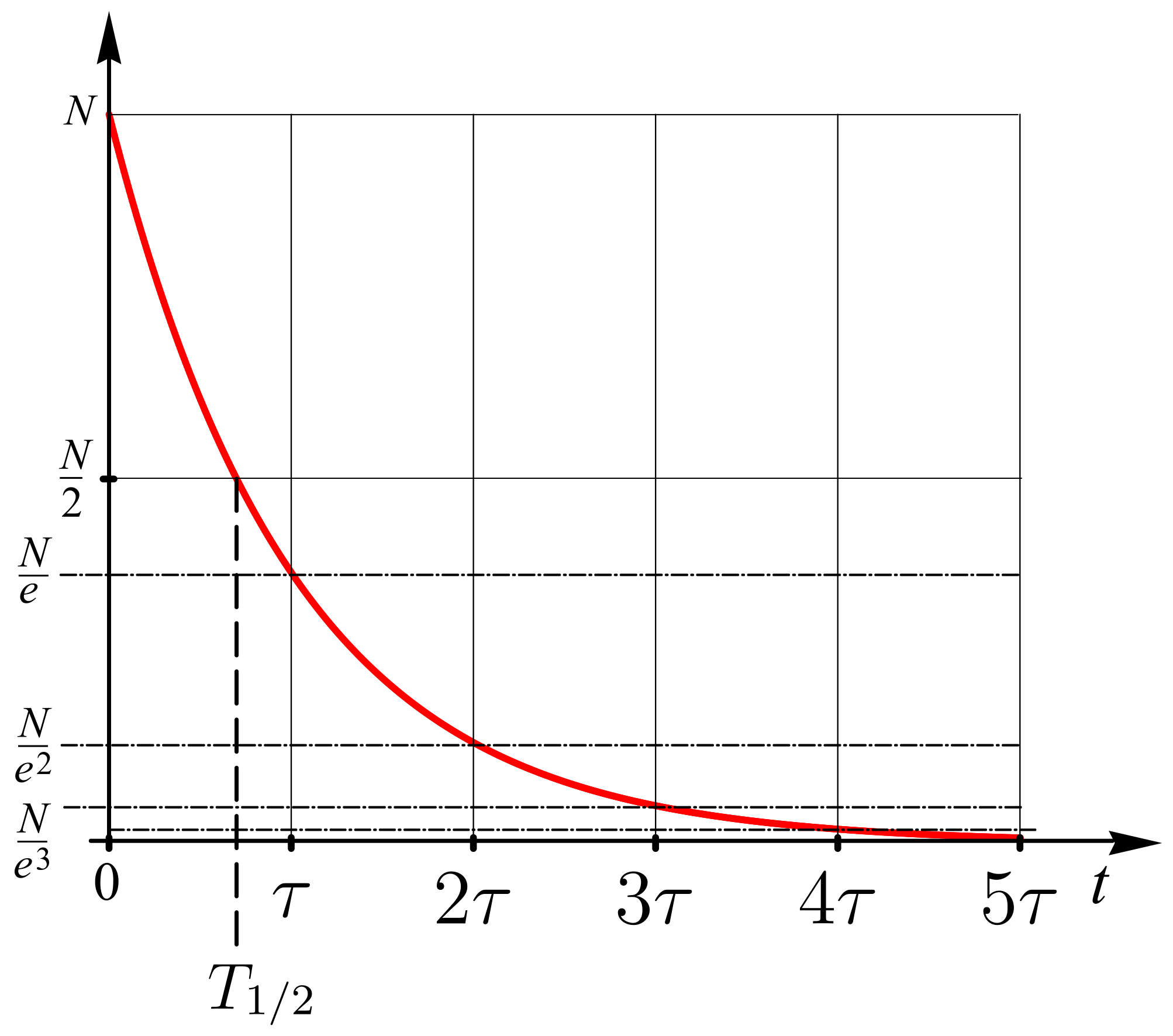
Exponentiellt sönderfall räknat i medellivslängden τ. T_{1/2} är halveringstiden. Tre potenser av 1/e är också inlagda.

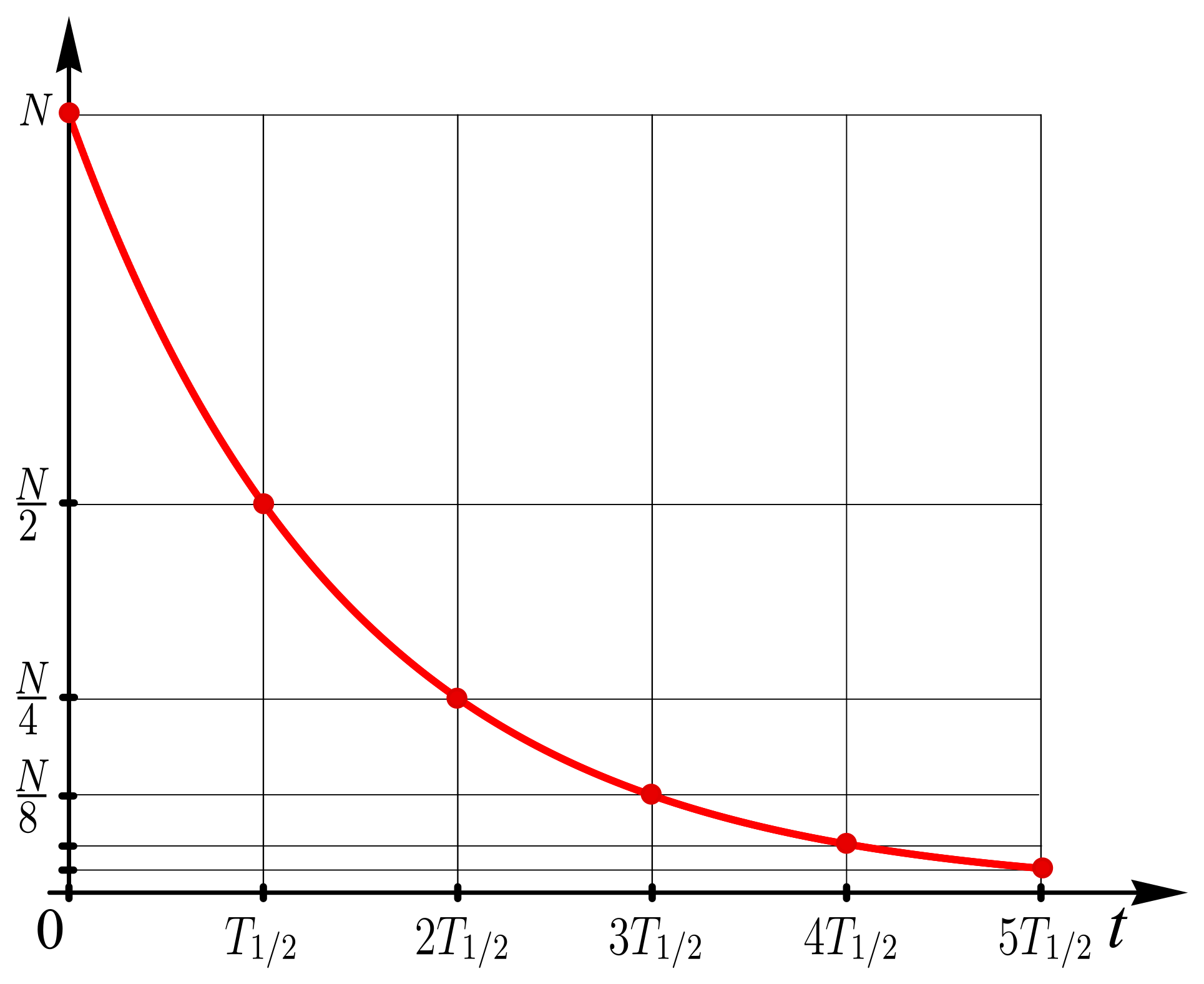
Ett ämnes exponentiella avtagande som funktion av antalet halveringstider T_{1/2}.

### Medellivslängd
Om kvantiteten N(t) är antalet diskreta element i en viss mängd, så är det möjligt att beräkna hur lång tid som ett visst element i medeltal blir kvar i mängden. Denna tid kallas för medellivslängden (eller bara livslängden eller tidskonstanten), τ. Det går att visa att den förhåller sig till sönderfallskonstanten λ enligt   
{\displaystyle \tau ={\frac {1}{\lambda }}.}
Medellivslängden definierar en "tidsskala". Man kan lika gärna skriva sönderfallsekvationen uttryckt i medellivslängden τ i stället för sönderfallskonstanten λ:
{\displaystyle N(t)=N_{0}e^{-t/\tau }.}
Medellivslängden τ är den tid det tar för populationen att minska till 1/e ≈ 0,367879441 gånger utgångsvärdet.

### Halveringstid
Ett mer intuitivt mått på sönderfallshastigheten är den tid det tar för den ursprungliga kvantiteten att minska till hälften. Denna tid kallas halveringstid och betecknas ofta med symbolen t1/2. Halveringstiden 
{\displaystyle t_{1/2}={\frac {\ln(2)}{\lambda }}=\tau \ln(2).}
{\displaystyle \ln(2)\approx 0,693147181} är den naturliga logaritmen av 2.

## Differentialekvationens lösning
Ekvationen som beskriver exponentiellt sönderfall är
{\displaystyle {\frac {dN}{dt}}=-\lambda N}
eller omskrivet,
{\displaystyle {\frac {dN}{N}}=-\lambda dt.}
Integreras ekvationens båda led fås
{\displaystyle \ln N=-\lambda t+C\,}
där C är en reell konstant och omskrivet blir detta
{\displaystyle N(t)=e^{C}e^{-\lambda t}=N_{0}e^{-\lambda t}}
där N0 = eC, är kvantiteten (randvillkoret) vid t = 0.

## Exempel

### Naturvetenskap
Kemiska reaktioner: Reaktionshastigheten för vissa typer av kemiska reaktioner beror av koncentrationen av ett eller flera av ämnena som reagerar med varandra (reaktanterna), om koncentrationen är högre så blir reaktionshastigheten högre. 
Optik: I ett absorberande (dämpande) medium avtar intensiteten av elektromagnetisk strålning, t.ex. ljus eller röntgenstrålning, exponentiellt med avståndet som strålningen färdats genom mediet. Detta samband kallas Beers lag.
Radioaktivitet: Instabila partiklar och atomkärnor sönderfaller med en sannolikhet per tidsenhet som är konstant. För ett prov av ett radioaktivt ämne avtar mängden av provet som är kvar i det ursprungliga tillståndet exponentiellt. Efter en halveringstid är hälften av det ursprungliga provet kvar. För instabila partiklar, där man ofta mäter hur långt en enskild partikel hinner röra sig i en detektor, är det mer naturligt att använda medellivslängden som uttryck för sönderfallshastigheten.

### Teknik
Inom mät- och reglerteknik används formlerna för exponentiellt sönderfall för att beräkna insvängningstiden, d.v.s. den tid från korrektion påbörjas till dess ÄR-värdet nått ~63,3%, vilket används som ett mått på ändringshastigheten.
På liknande sätt beräknas upp- och urladdning för spolar och kondensatorer för att kunna jämföra och storleksberäkna.